# Быдгощ-Главный
Быдгощ-Главный (пол. Bydgoszcz Główna) — один из крупнейших вокзалов Польши, и самый крупный в Куявско-Поморском воеводстве. По классификации польских железных дорог имеет высшую категорию.
В 2014–2015 годах была проведена комплексная реконструкция главного вокзала которая обошлась в 164 млн злотых.